# Bestune T55
Le Bestune T55 (chinois : 奔腾T55) est un crossover compact produit par le FAW Group sous la marque Bestune. Il était disponible en Chine à partir de 2021.

## Aperçu

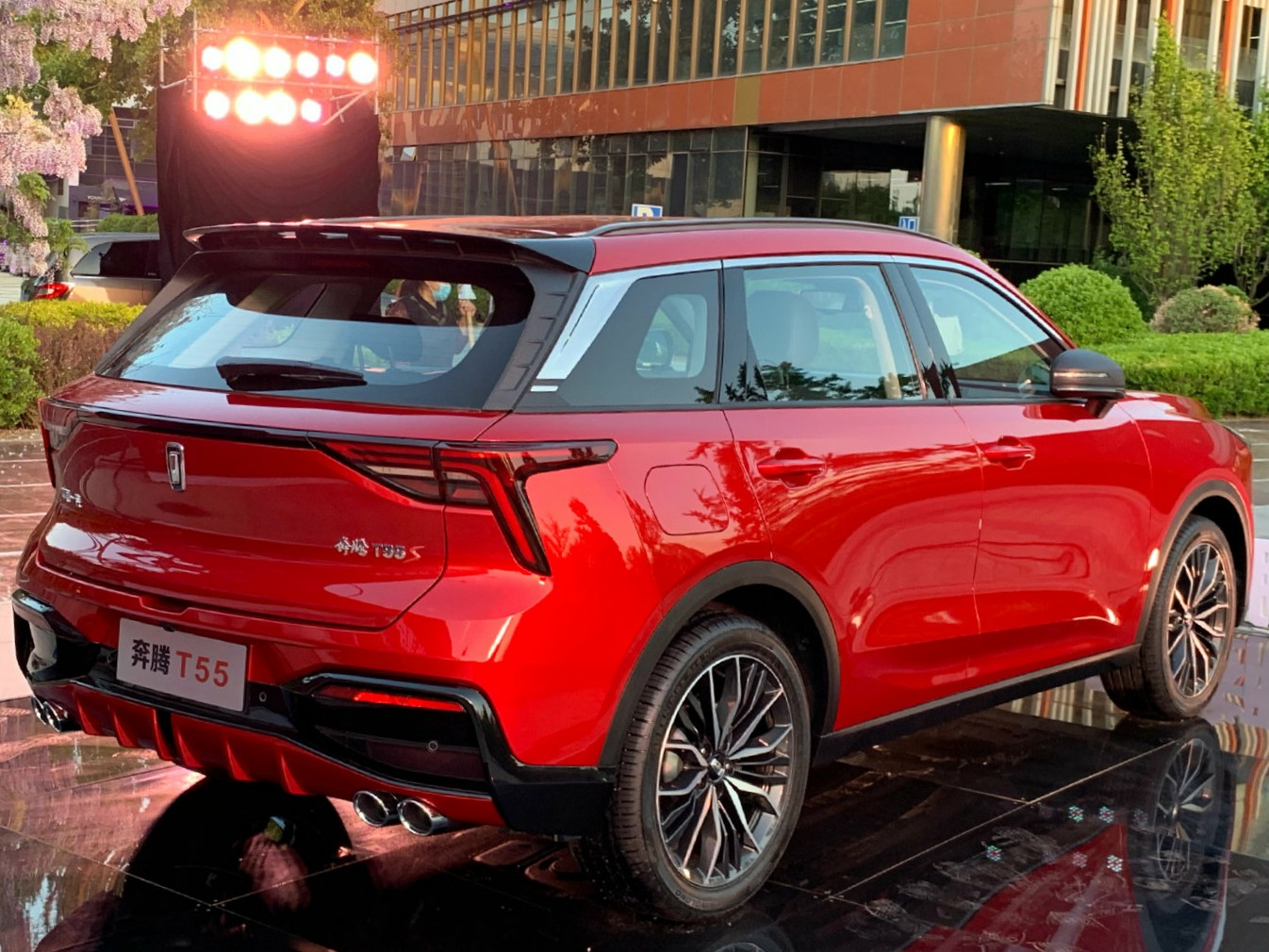
Bestune T55, vue de quart arrière

Le T55 est propulsé par un moteur turbo de 1,5 litre et développe 170 ch (124 kW) et 258 N m. Il coûte 150 000 yuans. Il existe en versions Regular et Sports. Le véhicule a pour dimensions : longueur = 4 437 mm, largeur = 1 850 mm, hauteur = 1 625 mm et un empattement de 1 625 mm,.